# Élections régionales de 1993 en Guadeloupe
Pour un article plus général, voir Élections régionales françaises de 1993.
Les troisièmes élections régionales de la région Guadeloupe ont eu lieu le 31 janvier 1993.

## Contexte et listes candidates
Les élections précédentes ont été annulées suite à des documents arrivés en retard, ce qui a motivé les juges à l'annulation selon la nouvelle loi sur le financement des campagnes électorales. Une bonne partie des anciennes têtes de listes sont de plus inéligibles.

### Liste Divers droite
Henri Yoyotte et Octavie Losio fondent "Nofwap, la Guadeloupe en Action (NOFWAP)", qui défend des positions racistes anti-haïtiennes, couplées à des refrains autonomistes.

### Liste UPF (RPR-UDF)
La liste de la présidente sortante, Lucette Michaux-Chevry regroupe les deux partis de droite RPR et UDF, ainsi que des anciens colistiers de Dominique Larifla (avec qui elle dirige la région) comme Gabrielle Louis-Carabin (maire du Moule), Claude Guillaume (maire de Pointe-Noire) ou Benoît Camboulin (maire de Saint-Louis).

### Liste RPR dissidente
Louis-Constant Fleming (Saint-Martin), conseiller régional RPR de  1986 à 1992 relance une liste, qui garde pour objectif un statut particulier, tout en étant rejoint par des anciens colistiers du maire DVG du Lamentin José Toribio.

### Liste socialiste dissidente (FRUI-G)
Elle est créée par René-Serge Nabajoth, adjoint au maire des Abymes, Dominique Larifla étant inéligible au niveau régional. La liste a vu beaucoup de ses soutiens partir vers celle de la présidente Lucette Michaux-Chevry.

### Liste socialiste (FGPS)
La liste de la "Fédération guadeloupéenne du Parti socialiste" est de nouveau menée par le député Frédéric Jalton.
Elle récupère Léo Andy, candidat sur la liste Larifla l'année précédente.

### Liste progressiste (PPDG)
C'est un parti créé par les notables du PCG, Ernest Moutoussamy (député et maire de Saint-François), Henri Bangou (maire de Pointe-à-Pitre) et Jérôme Cléry (maire de Basse-Terre) en 1991, après l'effondrement du bloc de l'Est.
Proche et soutien de Dominique Larifla, la liste est menée cette année par le maire et conseiller général de Sainte-Anne, Marcellin Lubeth, car Ernest Moutoussamy est inéligible pour la région.

### Liste communiste (PCG)
Le PCG est opposé à toute alliance avec les dissidents du PPDG ainsi qu'avec Dominique Larifla, le parti considérant qu'ils ne font plus partie de la gauche.

### Liste indépendantiste (UPLG)
Pour la première fois, les indépendantistes de l'UPLG ont participé et eu des élus aux élections de 1992, bien aidés par leurs score de 30% à Anse-Bertrand et 40% à Port-Louis. Roland Thésauros, universitaire mène toujours la liste.

## Résultats
| Tête de liste  | Tête de liste          | Liste          | Premier tour | Premier tour | Premier tour | Sièges | Sièges | Sièges    |
| Tête de liste  | Tête de liste          | Liste          | #            | %            | Évolution    |        | %      | Évolution |
| -------------- | ---------------------- | -------------- | ------------ | ------------ | ------------ | ------ | ------ | --------- |
|                | Lucette Michaux-Chevry | RPR-UDF        | 47 084       | 48,30        | 19,03        | 22     | 53,66  | 7         |
|                | Frédéric Jalton        | FGPS           | 16 668       | 17,10        | 0,35         | 7      | 17,07  | 2         |
|                | Marcellin Lubeth       | PPDG           | 8 679        | 8,90         | 1,88         | 4      | 9,76   | 1         |
|                | Roland Thésauros       | UPLG           | 7 555        | 7,75         | 2,27         | 3      | 7,32   | 1         |
|                | René-Serge Nabajoth    | FRUI-G         | 7 354        | 7,44         | 7,94         | 3      | 7,32   | 4         |
|                | Mona Cadoce            | PCG            | 5 895        | 6,05         | 0,22         | 2      | 4,88   | 1         |
|                | Louis-Constant Fleming | RPR diss       | 3 130        | 3,21         | 0,70         |        |        |           |
|                | Henri Yoyotte          | NOFWAP         | 1 226        | 0,55         | n/a          |        |        |           |
|                |                        |                |              |              |              |        |        |           |
| Inscrits       | Inscrits               | Inscrits       | 224 934      | 100,00       | 860          |        |        |           |
| Votants        | Votants                | Votants        | 103 335      | 45,95        | 12,57        |        |        |           |
| Blancs et nuls | Blancs et nuls         | Blancs et nuls | 5 844        | 5,66         | 2,31         |        |        |           |
| Exprimés       | Exprimés               | Exprimés       | 97 491       | 94,34        |              |        |        |           |